# Hồng Nga
 Hồng Nga (tên thật Đinh Thị Nga), là nghệ sĩ cải lương gạo cội của sân khấu miền Nam từ trước và sau năm 1975, bà có thể hóa thân xuất sắc vào nhiều thể loại vai diễn khác nhau như đào mụ, đào thương, đào độc. Thập niên 1980, bà thường xuyên tham gia đóng vai trong các vở cải lương thuộc thể loại Xã hội nên bà cũng được xem là Bà hoàng Cải lương Xã hội.

## Tiểu sử và cuộc đời
Bà sinh năm 1946 tại Sài Gòn. Thời trẻ, bà được ông thợ hớt tóc biết đờn cổ nhạc dạy hát cho đúng nhịp. Vì có năng khiếu, bà được nhạc sĩ Tám Đen ở Cầu Dừa quận 4 nhận làm con nuôi. Người nhạc sĩ này đã dạy cho Hồng Nga ca đủ 3 Nam, 6 Bắc, vọng cổ và các bài bản lớn. Ông hướng dẫn Hồng Nga đi ca cổ nhạc nơi quán Lệ Liễu trong khu giải trí trường Thị Nghè.
Gánh hát cải lương đầu tiên của Hồng Nga đi hát là gánh Hằng Xuân – An Phước của bà Bầu Sáu Đặng. Khoảng thời gian này, bà lấy nghệ danh là Kim Nga. Mãi đến khi Kim Nga ký hợp đồng hát cho đoàn Thống Nhất của ông Bầu kiêm danh ca Út Trà Ôn, bà Hồng Hoa là vợ hai của Út Trà Ôn đổi nghệ danh Kim Nga thành Hồng Nga.
Nghệ sĩ Hồng Nga là nữ nghệ sĩ đa tài. Bà có thể vào nhiều vai như: đào mùi, đào lẵng, đào độc, vai mụ hiền hoặc mụ ác, kể cả vai nữ hề ... Ngoài ra, nghệ sĩ Hồng Nga còn là một diễn viên hài xuất sắc.
Trong sự nghiệp ca hát của Hồng Nga, bà nổi tiếng qua các vai lẵng mùi trong các vở tuồng Lưới Trời, Mắt Em là Bể Oan Cừu (soạn giả Vân An), Tần Thủy Hoàng, Phút Sau Cùng của Điền Long, vở tuồng Gã Câm và Người Đẹp (soạn giả Hoài Nhân). Khi vào vai nhân vật nào, nghệ sĩ Hồng Nga cũng để lại một ấn tượng mới lạ cho khán giả, khi diễn những vai ác thì khán giả bị kịch tính lôi cuốn, rất căm ghét nhân vật ác đó. Khi Hồng Nga diễn các bà mẹ quê mùa, nghèo khổ hoạn nạn hay vai bà hoàng hậu nhân từ, Hồng Nga làm cho khán giả thương cảm cho số phận của nhân vật.
Sau năm 1975, bà có vai diễn để lại ấn tượng mạnh, đó là vai bà mẹ chồng trong vở tuồng "Duyên Kiếp". Nghệ sĩ Hồng Nga hay tham gia các công tác từ thiện, bà tham gia các show diễn của các chùa tổ chức để lập quỹ cứu trợ nạn nhân bị bão lụt hoặc nghèo yếu neo đơn ở trong nước.

## Nhận xét
Hồng Nga diễn vai buồn khổ lấy nước mắt khán giả như mưa vì thương cảm bao nhiêu thì khi bà diễn vai ác chuyên môn đánh ghen, cho vay nặng lãi, đày ải con dâu, người ở ... Có lẽ với chất giọng chua chát, xéo sắc cùng ánh mắt sắc bén nên bà đã được đạo diễn đóng đinh vào những vai độc ... Gặp bà trên sân khấu người xem cười rần rần và ghét cay ghét đắng bấy nhiêu. Có những đứa con nít đã lượm đá ném theo bà sau khi vãn hát vì ... bà đóng vai ác đạt quá. Nói với Hồng Nga rằng khi xem tuồng có cảm giác ngoài đời bà rất dữ, thì bà gật đầu: "Đúng, ngoài đời tôi rất dữ. Tôi phải dữ để bảo vệ mình, để đừng bị hiếp đáp, để sống nuôi con vì cuộc đời đã dạy cho tôi như thế. Tôi tuy sống đời như giang hồ nhưng không bao giờ sống hèn, sống giả!"...
"Ngày trước có một nhà sư nói với tôi về vai diễn trong vở Mục Kiền Liên rằng, Hồng Nga ơi, sao con đóng gì mà ác quá vậy, nhưng con đóng xuất sắc quá" - bà cười nói.

## Cuộc sống gia đình
Bà sinh ra trong gia đình cha mẹ đều là người miền Bắc, cha của Hồng Nga quê ở Thái Bình, mẹ là người Hà Bắc. Cha mẹ của bà là những người công nhân cạo mủ cao su.
Về phần hôn nhân của nghệ sĩ Hồng Nga, bà là người thường lận đận trong chuyện vợ chồng. Sau khi cuộc hôn nhân đầu đứt gánh giữa chừng, năm 1976, Hồng Nga bước thêm bước nữa với soạn giả Mộc Linh, người tù cải tạo từ trại tù Hàm Tân trở về. Khi bà đang lâng lâng trong niềm hạnh phúc thì người bạn đời, người đã đem lại những ngày hạnh phúc cho bà đột ngột qua đời.
Hiện nay, Hồng Nga có một đứa con trai, con dâu và cháu nội ở Việt Nam. Người con gái của bà đã lập gia đình và định cư ở Thụy Sĩ.

## Các vở diễn
- Lưới trời
- Mắt em là bể oan cừu
- Tần Thủy Hoàng
- Phút sau cùng
- Tuyệt tình ca
- Người tình trên chiến trận
- Tiếng trống Mê Linh
- Duyên kiếp
- Lá trầu xanh
- Châu về hiệp phố
- Hoa nở lối xưa
- Thuyền xưa tách bến
- Chuyện tình mùa nước nổi
- Mẹ ghẻ con chồng
- Tô Ánh Nguyệt
- Nửa đời hương phấn
- Đời cô Lựu (sau thế NSND Ngọc Giàu)
- Tiếng hò sông Hậu
- Lan và Điệp
- Tình anh bán chiếu
- Ánh lửa rừng khuya
- Bà mẹ
- Tình nghệ sĩ
- Mẹ yêu
- Đón con về
- Xóm gà
- Thái hậu Dương Vân Nga (cố mẫu)
- Tấm Cám
- Tóc trắng mẹ bay
- Lâm Sanh Xuân Nương
- Mục Liên tìm mẹ
- Niềm đau vô tận
- Bí bầu
- Yêu người say
- Ánh sáng phù du
- Đoạn cuối hai cuộc tình
- Oan nghiệt
- Lương Sơn Bá - Chúc Anh Đài
- Làm dâu nhà giàu
- Ru giấc tình sầu
- Ai xui em gửi đời đón phấn
- Đứa con dâu mà tôi ruồng bỏ
- Đoạn tuyệt ...

## Các bài Vọng cổ - Tân cổ
- Dạ Cổ Hoài Lang
- Chút tình Dạ Cổ Hoài Lang
- Anh đi xa cách quê nghèo
- Nhớ quê hương
- Xuân đất khách
- Lòng mẹ
- Tình mẹ
- Tình mẫu tử
- Kiếp cầm ca
- Ly rượu đoàn viên (hát với Minh Cảnh)
- Thông cảm (hát với Văn Hường)